# Río Casoyo
El río Casoyo, también llamado río Casayo (en gallego, Casoio o Casaio), es un río del noroeste de la península ibérica que discurre por la provincia de Orense, Galicia (España). Es afluente del río Sil por su margen izquierda.

## Nombre
El nombre del río procede de la parroquia de Casayo, sita en la cabecera de la corriente.

## Recorrido
El río Casoyo nace de la confluencia del río Valborrás y del río Riodolas, que se toma por su continuación. Este nace a 1.440 m de altura, en las estribaciones de la sierra del Eje. Su curso tiene una longitud de 19'5 km hasta confluir con el Sil en Sobradelo de Valdeorras, teniendo todo su recorrido dentro del ayuntamiento de Carballeda de Valdeorras.
Es un río de montaña, que tiene su cauce encajado en profundos valles, con algunas pequeñas praderas, como la de la ermita de San Cosme y San Damián, en la que se celebra una romería anual a finales del mes de septiembre, y en la que, hasta hace pocos años, se celebraba una concurrida feria de ganado equino, popular en la comarca y en las próximas de El Bollo y La Cabrera.

## Explotación
Dado su curso encajado, el aprovechamiento histórico era la pesca, especialmente de truchas, y, industrialmente, para la fuerza motriz de molinos tradicionales. Desde el siglo XVIII, funcionó al final del río, aprovechando sus aguas, ya en Sobradelo, una herrería, que desapareció a finales del siglo XIX.
Modernamente, en 1971, se completó una presa en el curso bajo, cerca de Sobradelo, que usa las aguas para la producción de energía eléctrica (Embalse del Casoyo).

## Problemas medioambientales
La explotación de canteras de pizarra, (lousa en gallego y louxeiras en la variedad local del gallego), que vierten sus escombros en las laderas o incluso en las inmediaciones del río, ha provocado graves problemas medioambientales, especialmente en la fauna de sus aguas.